# 彼女たちの時代
『彼女たちの時代』（かのじょたちのじだい）は、1999年7月7日から9月22日まで毎週水曜日22:00 - 22:54にフジテレビ系で放送された日本のテレビドラマ。全12話。平均視聴率11.3%。主演は深津絵里。

## 概要
ひょんなことから出会った26歳（第1次オイルショック時の1973年度生まれ）の女性3人の友情と恋を軸に、日々悩み、葛藤し、未来に向かって歩いていく人々の姿をリアルに描いた作品。東京都内、神奈川県内、三重県内にてロケが行われる。視聴率は低かったが、テレビ情報誌による「TVぴあドラマ大賞1999」「テレビStation999 最優秀ドラマ」「ザテレビジョン ドラマアカデミー賞・最優秀作品賞」を受賞している。
2000年1月19日に全4巻でVHSソフト化するも未DVD化である。2012年4月からフジテレビオンデマンドによる全話有料動画配信が開始された。

## 出演者
羽村深美
演：深津絵里
主人公。26歳。大手通信販売会社に勤めるOL。3姉妹の次女であり、実家で両親と妹の4人で暮らす。短大卒の入社6年目で、主にクレーム処理や問い合わせの電話オペレーターを担当。仕事や日常に何気なく物足りなさを感じているが、これと言ったことが出来ない自分に不満を感じている。子供の頃から友達の世話を焼くことには熱心で、よく相談を受け、時には怒ったりするが、自分のこととなると鈍くなり、恋愛もすっかりご無沙汰である。単調な日々を変えたいと思い、職場の後輩に勧められて覗いてみたカルチャースクールで、千津、次子と出会う。
佐伯啓介
演：椎名桔平
深美の姉、直美の夫。35歳。一流大学の法学部を卒業後、大手不動産会社にて重大プロジェクトを任され成功した経験をもつエリートだったが、大不況による人員削減のため、関連の不動産販売会社に出向させられ、畑違いの電話による売り込みの仕事や、上司のしごきに困惑する毎日を過ごす。プライドが邪魔して妻にはこのことを話さないが、後述の機会で知り合った次子には自然に悩みや喜びを話す。
太田千津
演：水野美紀
26歳。高校卒業後大手食品会社に勤務（入社8年目）するが、関連会社である新宿のファミリーレストランに出向。肩書きは主任だが、自分勝手なアルバイトのフォローと横柄な店長、さらに都合のいい時だけ「社員なんだから」と言われる現状に苛立つ。ゴスペルが趣味でスクールに通っており、深美、次子とはそこで知り合う。恋人の美紀夫と同棲しているが食傷気味。
浅井次子
演：中山忍
大手食品会社のOL。26歳。大学卒の入社4年目。幼い頃兄を事故で亡くし、その悲しみを気丈に堪えていたのを母親に「悲しくなかったのか？」と責められ、また成長の過程でことあるごとに「女の子なんだから頑張らなくていい」「女の子なんだから無理するな」と言われ続けてきた悔しさから、「男には負けたくない」という一心で、突っ張った性格に。米国公認会計士の資格を取るために通い始めたスクールで深美、千津と知り合う(深美とはそれ以前に同じ電車に乗り合わせており、深美に痴漢をはたらいた男を電車から引きずり降ろした)。総務から営業に自主配転するも周囲の目は厳しく、なかなか前に進めず悩む。啓介とはそんなときに自己啓発セミナーで知り合うが、深美の義兄とは知らない。
米村美紀夫
演：加藤晴彦
千津の恋人。24歳。ミュージシャンを目指すも才能は乏しく、仕事をしても長続きしない。いつも酒を飲んだり、パチンコに興じたりしている。
佐伯直美
演：奥貫薫
深美の姉で、啓介の妻。29歳。大学卒業後、すぐに結婚したため会社員として働いたことがない。そのために啓介の仕事の辛さを分かろうと努力するが、何も話してくれないことに不安を抱く。
西田真也
演：鳥羽潤
予備校生。19歳。深美の先輩の晴子と付き合っていたが、別れ、その後は何かと深美を気にする。
片山茂男
演：平泉成
啓介の出向先の部長。53歳。たたき上げの営業職で啓介とは対極。「お荷物」な啓介に辛く当たるが、面と向かって言うべきことを言う血の通った人間でもある。偶然立ち寄ったラーメン屋で深美、千津、次子と口論になり、啓介の上司とは知らない次子に、頭からビールを浴びせられる。
熊沢晴子
演：渡辺典子
深美の会社の先輩。33歳。いわゆるお局さん的存在。真也に対し傷害事件を起こし、会社を退職する。
松下博文
演：温水洋一
深美の会社の課長。35歳。クレーム処理の責任者であり、職場の女性を統括、指導している。晴子とは同期入社で、事件を起こし、退職を余儀なくされた彼女のフォローや仕事の引き継ぎを深美に命じるなど、現在も気にかけている様子。
羽村好美
演：赤坂七恵
深美の妹で浪人生。19歳。危機感は乏しい。深美には「浪人のくせして…」と口癖のように言われる。
羽村みどり
演：真屋順子
直美、深美、好美の母親。53歳。
羽村亮介
演：山本圭
直美、深美、好美の父親。55歳。公務員。趣味は釣り。深美らとの交流をもとうとするも空回りすることが多かった。
その他のキャスト
- 坂下千里子
- 緒沢凛
- 真瀬樹里
- 河西健司
- 中西良太
- 宮迫博之
- 入江雅人
- 岡本信人
- 柏木由紀子
- 並木史朗
- 渡辺哲

## スタッフ
- 脚本：岡田惠和
- プロデューサー：高井一郎
- 演出：武内英樹、石坂理江子、澤田鎌作

## 主題歌
- 「Happy Tomorrow」（NiNa）

### 劇中曲
バックストリート・ボーイズの大ヒットアルバム「ミレニアム」収録曲（原曲、ドラマオリジナルのインスト版）が劇伴として使われていた。
- テーマアレンジ…佐久間正英
- サントラアレンジ…PROMINENCE LOOP

## 受賞歴
- 第22回ザテレビジョンドラマアカデミー賞[2][3]
  - 最優秀作品賞
  - 主演女優賞（深津絵里）
  - 助演男優賞（椎名桔平）
  - 脚本賞（岡田惠和）
  - 監督賞（武内英樹､石坂理江子､澤田鎌作）

## 放送日程
| 各話                                                         | 放送日        | サブタイトル                | 演出       | 視聴率 |
| ------------------------------------------------------------ | ------------- | --------------------------- | ---------- | ------ |
| 第1話                                                        | 1999年7月07日 | 夢は何ですか?               | 武内英樹   | 12.8%  |
| 第2話                                                        | 1999年7月14日 | 自分の可能性を信じてますか? | 武内英樹   | 12.4%  |
| 第3話                                                        | 1999年7月21日 | 前向きに生きていますか?     | 武内英樹   | 10.9%  |
| 第4話                                                        | 1999年7月28日 | 本当は何を悩んでいますか?   | 石坂理江子 | 11.3%  |
| 第5話                                                        | 1999年8月04日 | ひとの気持ちがわかりますか? | 澤田鎌作   | 11.9%  |
| 第6話                                                        | 1999年8月11日 | となりの席は誰ですか?       | 武内英樹   | 11.4%  |
| 第7話                                                        | 1999年8月18日 | その海は輝いていますか?     | 石坂理江子 | 10.3%  |
| 第8話                                                        | 1999年8月25日 | ナイチンゲールになれますか? | 小池哲夫   | 10.6%  |
| 第9話                                                        | 1999年9月01日 | どこにトスが欲しいのですか? | 武内英樹   | 10.2%  |
| 第10話                                                       | 1999年9月08日 | その友情は永遠ですか?       | 澤田鎌作   | 11.3%  |
| 第11話                                                       | 1999年9月15日 | あなたは何を選びますか?     | 石坂理江子 | 12.4%  |
| 最終話                                                       | 1999年9月22日 | ハッピーエンドって何ですか? | 武内英樹   | 10.0%  |
| 平均視聴率：11.2％（視聴率は関東地区・ビデオリサーチ社調べ） |               |                             |            |        |

## 放送局
- フジテレビ（新作および再放送）
- FNN各局（新作および再放送）
- BSフジ（再放送）
- フジテレビ721（再放送）